# Дубовац (острво)
Дубовац је мало ненасељено острво у хрватском делу Јадранског мора.
Дубовац се налази северно од средишњег дела полуострва Пељешца од којег је удаљен 1 км. Источно од Дубовца се налазе два острва Маслиновац и Тајан. Површина острва износи 0,12 км². Дужина обалске линије је 1,31 км.. Највиши врх на острву је висок 45 метара.